# Vladimír Plulík
Vladimír Plulík (ur. 3 marca 1963 w Pieszczanach, zm. 26 czerwca 2008 w Himalajach) – słowacki taternik i himalaista.

## Dokonania wspinaczkowe
Vladimír Plulík dokonał szeregu tatrzańskich pierwszych przejść, sam najbardziej cenił swoje zimowe przejście grani głównej Tatr Wysokich z 1997 roku i letnie z 1999 roku, którego dokonał w 27 godzin. Uczestniczył w pięciu wyprawach na ośmiotysięczniki, z których dwie zakończyły się powodzeniem i zdobyciem wierzchołków. W 1997 roku dotarł do wysokości 7900 m n.p.m. na Kanczendzondze, w 2002 roku doszedł do wysokości 6300 m n.p.m. na Sziszapangmie, wyprawa na Czo Oju z 2005 roku zakończyła się śmiercią jednego z jej członków. W 1998 roku był członkiem wyprawy na Mount Everest, dokonał wejścia na szczyt bez użycia tlenu. W 2008 roku wybrał się wraz z Dodo Kopoldem na wyprawę w Karakorum. Zdobyli wówczas Gaszerbrum I, na Gaszerbrumie II Plulík zawrócił 300 m poniżej wierzchołka szczytu. Kolejnym celem tej wyprawy obrano Broad Peak. Podczas schodzenia Kopold i Plulík rozdzielili się w niejasnych okolicznościach, jedynie Kopoldowi udało się bezpiecznie powrócić do bazy. Zdarzenie to wywołało wiele kontrowersji, rodzina Plulíka poprosiła o pomoc w wyjaśnieniu tej sprawy innego słowackiego wspinacza Igora Kollera.